# 내셔널 레일

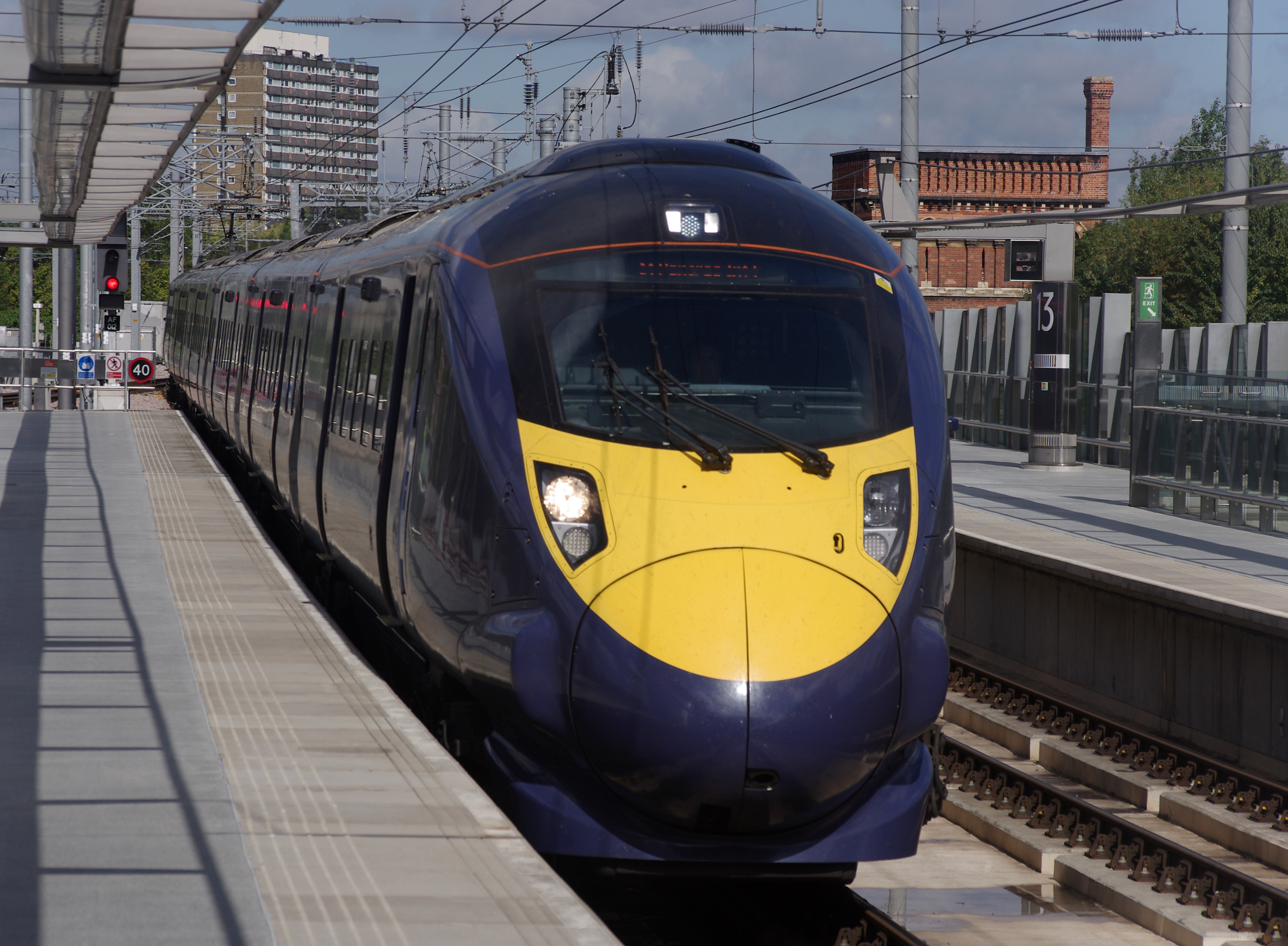
BR 395

내셔널 레일(National Rail)은 영국 철도운영회사연합의 브랜드 이름이다. 이 브랜드는 1994년까지 영국에서 열차를 운행하고 영국 국철에서 유래하는 철도망과 여러 민간 회사의 통합 브랜드이며, 현재 영국의 여객 열차 주요 브랜드이기도 하다.